# Mats Iremark
Mats Iremark, född 27 augusti 1982 i Uppsala, är en svensk pokerspelare bosatt i Göteborg. 
Iremarks främsta turneringsmerit en seger i EPT French Open Deauville i februari 2006 (€490 000). Samma år utsågs han till Rookie of the Year vid European Poker Awards som delades ut på en gala på Aviation Club de France i Paris. Iremarks totala turneringsvinster uppgår till drygt $815 000 (juni 2007).